# Evans-Halbinsel
Die Evans-Halbinsel ist eine 48 km lange und vereiste Halbinsel im nordöstlichen Abschnitt der Thurston-Insel vor der Eights-Küste des westantarktischen Ellsworthlands, die seewärts in Form des Kap Braathen endet. Sie liegt zwischen dem Koether Inlet und dem Cadwalader Inlet.
Entdeckt wurde sie im Februar 1960 bei Hubschrauberüberflügen von der USCGC Burton Island und der USS Glacier im Rahmen der von der United States Navy durchgeführten Forschungsreise in die Bellingshausen-See. Das Advisory Committee on Antarctic Names benannte sie 1960 nach Commander Griffith Conrad Evans Jr. (1918–1978), Kommandeur des Eisbrechers USS Burton Island bei dieser Forschungsfahrt.